# Paris Blohm
Pour les articles homonymes, voir Blohm.
Paris Blohm, est un DJ américain basé à Los Angeles.
En 2013, Paris Blohm se fait repérer grâce à son single Free Fall, sorti sur Oxygen.
Colors et Left Behinds sont ses plus grands succès, atteignant respectivement la 2e et 1re place du top 100 réalisé par la plate-forme de téléchargements Beatport.

## Discographie

### Singles
- 2013 : Free Fall [Oxygen (Spinnin')]
- 2013 : Lost In Me [Enhanced Recordings]
- 2013 : Synchronize feat. Hadouken! (avec Tom Swoon) [Ultra]
- 2014 : Colors (avec Tritonal) [Protocol Recordings]
- 2014 : Left Behinds (avec Taylr Renee) [Revealed Recordings]
- 2015 : Demons [Protocol Recordings]
- 2015 : Fight Forever (avec Steerner & Paul Aiden) [Zouk Recordings (Armada)]
- 2015 : In Your Eyes [Free Download]
- 2016 : Get There [Spinnin Records]
- 2016 : Something About You [Revealed Recordings]
- 2017 : Let Me Go (feat. KARRA) [ Trap Nation/Lowly Palace]
- 2018 : Body High (feat. Myah Marie) [Revealed Recordings]
- 2018 : Alive (feat. Paul Aiden) [Revealed Recordings]
- 2019 : Warriors (feat. Romysa) [Revealed Recordings]

### Remixes
- 2013 : Aruna - Reason To Believe (Paris Blohm Remix) [Enhanced Music]
- 2014 : Jonathan Mendelsohn & Andrew Rayel - One In A Million (Paris Blohm Remix) [Armind (Armada)]
- 2015 : Seven Lions & Lynn Gunn - Lose Myself (Paris Blohm Remix) [Universal-Island Records Ltd]
- 2017: Galantis Ft HookNsling - Love on me(Paris Blohm Remix) [Soundcloud]